# Plagiochila bantamensis
Plagiochila bantamensis là một loài rêu trong họ Plagiochilaceae. Loài này được Dumort. mô tả khoa học đầu tiên.